# Robert Downey Sr.

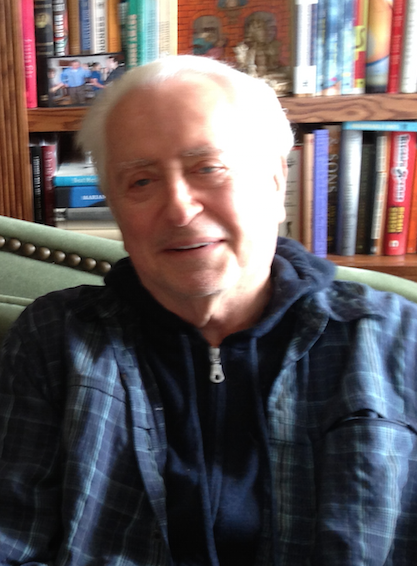
Robert Downey Sr. (2016)

Robert Downey Sr. (* 24. Juni 1936 als Robert John Elias in New York City; † 7. Juli 2021 ebenda) war ein US-amerikanischer Regisseur, Drehbuchautor und Schauspieler.

## Karriere
Downey absolvierte zunächst seinen Militärdienst, spielte Baseball und schrieb Stücke für Off-Off-Broadway-Produktionen. Mit 22 Jahren stieg er in die Filmbranche ein. Seine ersten Gehversuche als Drehbuchautor und Regisseur waren Low-Budget-Produktionen. Der erste Film Downeys, der es in die großen Kinos schaffte, war 1969 Putney Swope. Das New York Magazine führte die Satire jahrelang in den Top 10 ihrer Filmliste.
Für das US-amerikanische Fernsehen inszenierte Downey das Stück Sticks and Bones, das ebenso wie sein surrealistischer Film Greaser’s Palace zu heftigen Kontroversen führte. Ebenfalls für das Fernsehen inszenierte er drei Episoden der Mystery-Serie The Twilight Zone, spielte auch in einem weiteren Serienbeitrag mit und trat in der Gerichtsserie Matlock auf.
Downey war für seinen respektlosen beißenden Humor bekannt. Er war mehrmals Gast in populären Talkshows wie denen von Johnny Carson und Dick Cavett und moderierte häufig Filmfestivals in den USA.

## Privatleben
Downey war in erster Ehe von 1962 bis 1975 mit Elsie Downey (1934–2014) verheiratet, mit der er einen Sohn, den Schauspieler Robert Downey Jr., sowie eine Tochter, die Schauspielerin Allyson Downey, hat. In zweiter Ehe war er ab 1991 mit seiner Kollegin Laura Ernst (1957–1994) verheiratet, die an den Folgen von ALS starb. 1998 heiratete er Rosemary Rogers, mit der er in New York City lebte. Downey Sr. starb im Juli 2021 im Alter von 85 Jahren an den Folgen einer Parkinson-Erkrankung.

## Filmografie (Auswahl)
als Regisseur:
- 1961: Balls Bluff (Kurzfilm)
- 1964: A Touch of Greatness
- 1964: Babo 73
- 1965: Sweet Smell of Sex
- 1966: Chafed Elbows
- 1968: No More Excuses
- 1969: Putney Swope
- 1970: Pound
- 1972: Greaser’s Palace
- 1973: Sticks and Bones
- 1975: Moment to Moment
- 1980: Up the Academy
- 1986: America
- 1988: Rented Lips
- 1991: Too Much Sun
- 1997: Hugo Pool
- 2005: Rittenhouse Square

als Schauspieler
- 1985: Leben und Sterben in L.A. (To Live and Die in L.A.)
- 1988: Johnny be Good
- 1994: Julius Caesar Superstar (Hail Caesar)
- 1997: Boogie Nights
- 1999: Magnolia
- 2004: From Other Worlds
- 2011: Aushilfsgangster (Tower Heist)